# Захарни заводи
Захарни заводи е българска компания (борсов код ZAHZA), основана на 18 август 1912 г. Тя е най-големият комплекс за производство на хранителни продукти, както и на захар и захарни изделия в България.
Дружеството „Захарни заводи“ е компания от холдингов тип, има 3 дъщерни дружества. Те са:
- „Захар“ ЕАД (производство на захар в Горна Оряховица);
- „Захарни заводи трейд“ ЕАД (дистрибуция на захар и захарни изделия);
- ТЕЦ „Горна Оряховица“, обособена като отделно дружество през 2009 г.
- РМЗ ООД

В групата „Захарни заводи“ влизат още и предприятия за захарни изделия, спирт, опаковки. В групата са заети над 800 служители.